# 優填王思慕像
優填王思慕像（うでんおうじぼぞう）とは、中インドのカウシャーンビーの優填王が在世中の釈迦を似せて作らせたという伝承（いわゆる優填王造像譚）をもつ釈迦像のこと。優填王造像譚はいくつかの仏典に記されているが、それらには仏像の起源や造像の奨励、仏像の功徳などが記される。これを実在するものとして造られたのが優填王思慕像で、インド・中央アジア・中国を中心に各地に存在し、日本にも清凉寺に伝来している。なかでも仏像史において重要な像が5体知られる。

## 優填王造像譚
優填王造像譚の概要は以下のとおりである。

釈迦が母の摩耶夫人に説法を行うため、夏安居の90日のあいだ祇園精舎から忉利天に昇った。優填王は釈迦の不在を嘆いて死にそうになるが、思い立って釈迦の像を造り礼拝供養する。やがて釈迦が忉利天から閻浮提に降りてくると、優填王は像と共に出迎える。そこで釈迦は造仏の効験を説く。

優填王造像譚にはいくつかのバージョンがあるが、以下の3種がよく知られている。

### 増一阿含経
『増一阿含経』の巻28に記される優填王造像譚は、もっとも内容が詳細で、よく知られている。『増一阿含経』は原始経典のひとつであるが、すでに存在していた昇三十三天為母説法譚に、後から優填王造像譚が挿入されたと考えられる。『増一阿含経』では、優填王だけでなく波斯匿王も造像を行っている。

優填王は国内の工匠を集め、牛頭栴檀を用いて高さ5尺の像を造らせた。これを聞いた波斯匿王も紫摩金（紫色を帯びた最高級の金）を用いてやはり5尺の像を造らせた。釈迦が忉利天から降下すると諸王はこれを迎えた。釈迦は優填王のもつ栴檀像を手に取り、造像の功徳を説いた。

注目されるのが、釈迦が金像ではなく栴檀像を選んでいる事である。この影響で中国や日本では優填王造像譚といえば栴檀像であるという認識が一般化されていった。

### 観仏三昧海経
『観仏三昧海経』の巻6に記される優填王造像譚は、優填王が作らせた像が金像になっている。

優填王は金をもって像を造る。釈迦が忉利天から降下するとき、金像を象に載せて迎えた。そのとき金像が象から降りる姿は生仏の如し。足は虚空を踏み、足下に華の雨を降らせ、光明を放って釈迦を来迎する。金像が釈迦に合掌すると、釈迦も金像に合掌を返した。釈迦は金像に来世に仏事を成すように命じ、自らの入滅後には弟子を付けると語った。

注目されるのが、像が生きているように動いたことと、釈迦と相互礼拝をしたという瑞祥が記されていることである。この内容は優填王思慕像信仰に影響を与えた。

### 造像功徳経
『造像功徳経』の巻上に記される優填王造像譚は、毘首羯摩天が天匠になって造仏を行っている。『造像功徳経』は7世紀末に成立した経典で、伝説としてもっとも発達している。

優填王は国内のあらゆる工匠を集めて像を造らせたが、彼らの作った像には欠謬があった。これを聞いた毘首羯摩天が天匠に変じて造像を申し出て、優填王は香木を与えた。毘首羯摩天が斧を振るう音は聴く者の罪垢煩悩を取り除いた。作られた像は跏趺坐で高さ7尺、顔と手足は紫金色であった。釈迦が降下すると優填王は像を白象に載せて迎えるが、像の姿は釈迦の真の姿とは異なっていた。優填王は過咎を犯したと思ったが、釈迦はそれを否定し、優填王が無量の利益を成したことを教えた。

注目されるのが、造仏したのが毘首羯摩天であること、毘首羯摩天をもってしても釈迦の姿には近づけなかったこと、それでもなお造仏の行為それ自体が功徳になることである。

### その他
- 『大方便仏報恩経』- きわめて簡潔な内容で、伝説の古形と考えられる内容が記される[7]。
- 『双巻優填王経』・『仏遊天竺記』- 優填王が目犍連に請い、32人の工匠を忉利天を送って仏の三十二相を写させたという内容が記される。とくに『仏遊天竺記』では釈迦が仏像に坐る席を譲ったと記される[3]。
- 『四分律行事鈔』- 『双巻優填王経』の内容に加え、さらに目犍連が忉利天に昇り仏像の姿が真であることを確認したと記される[3]。

## 重要な優填王思慕像

### カウシャーンビーの像
優填王の領地であったカウシャーンビーの宮中にあった大精舎にあった刻檀像。『大唐西域記』によれば「忉利天で造られ、釈迦の降下にあたって起立して迎え、釈迦は像に末世を託した」という伝承が付いていた。玄奘が中国に持ち帰った像のうち、擬憍賞彌国出愛王思慕如来刻檀仏のオリジナルとみられる。その姿については、敦煌231窟西壁龕頂のなかのひとつ（立像）とする説や、後述する龍門石窟・鞏県石窟にみられる倚像とする説がある。

### ホータン・媲摩城中の像
ホータンから東に300里あまり行ったところにある媲摩（ピーマー）城内にあった高さ二丈余りの雕檀立像。『大唐西域記』によれば「釈迦入滅ののち、カウシャーンビーから楼蘭に飛来し、楼蘭が砂に埋もれると再び動いてこの地に移った」という伝承が付いていた。また病に苦しむ人が患部に金箔を貼ると治るという効験がある、あるいは末法には龍宮に入ってしまうという伝承があったが、これはのちに薬師如来信仰と結びついた。京都平等寺の因幡薬師は、この系統をひく薬師如来像である。

### 荊州大明寺像
荊州大明寺にあった像。『道宣律師感通録』によれば壇木の一木造りで、光背と台座が象牙彫刻であった。『集神州三宝感通録』によれば「梁の武帝の夢告により、祇園寺に伝わる高さ5尺の坐像を請来しようと欲した。決勝将軍郝騫らがこれに応じ、舎衛国に向かったが舎衛王は許さなかった。そこで32人の工匠を送り、一人一相を刻ませて檀像を造り、楊都に持ち帰った。これを元帝が迎えて後梁大定8年（562年）に大明寺を建立して安置した」という伝承が付いていた。『広弘明集』などによれば、7世紀ごろにはこの摸刻像が長安をはじめ各地に広く流通したとされるが、その姿は特定できていない。

### 揚州開元寺像
揚州開元寺にあった像。栴檀で作られた立像であった。この像の由緒は複数ある。『続高僧伝』によれば「優填王が作った像を梁の武帝が中国にもたらし、江南龍光寺に安置していたのを、僧住力が揚州長楽寺（のちに開元寺）に移し、大業10年（614年）に摸刻像を造った」とある。いっぽうで『清凉寺縁起』などによれば「西晋建興4年（316年）に鳩摩羅琰が天竺から亀茲に請来し、前秦の呂光将軍が建元13年（377年）に涼州に持ち帰り、さらに姚興が長安に迎え、東晋の劉裕が江南龍光寺に安置した」とある。この他にも『道宣律師感通録』にある宋孝武帝が扶南国から持ち帰ったという伝承や、『四分律行事鈔』にある中国僧が漢地に赴き持ち帰った、あるいは『入唐求法巡礼行記』には隋の煬帝の時に像が飛来したなどの伝承が残されている。
開元寺は唐末に焼失して像は一時江南に移るが、再び開元寺に戻り、長興3年（932年）に金陵長先寺に移され、宋太祖の開封入りとともに同地開宝寺にうつされ、やがて太祖生誕地に啓聖禅寺が造られ移された。紹興元年（1131年）には金国に迎えられ燕京（現北京）閔忠寺、12年後には上京大儲慶寺に移されたがすぐに燕京に戻った。1900年の義和団事件で安置していた栴檀寺が焼失し、行方不明になっている。開元寺像の摸刻像は清凉寺の本尊釈迦如来立像を含め、4点が現存している。

### 龍門石窟・鞏県石窟の像
龍門石窟と鞏県石窟には、永徽6年（655年）から調露2年（680年）にかけて製作された同一の像容をもつ倚像が70体ほど現存しているが、そのなかには優填王像の銘をもつものもある。像はインド風で、衣が身体に密着して衣文線が表されない点にグプタ様式との共通点がある。またタイのドヴァーラヴァティー朝の如来像との類似を指摘する説もある。